# Kościół św. Stanisława Biskupa i Męczennika w Dzięcielcu
Kościół Świętego Stanisława Biskupa i Męczennika w Dzięcielcu – rzymskokatolicki kościół filialny we wsi Dzięcielec, w gminie Łęczyce, w powiecie wejherowskim, w województwie pomorskim. Należy do parafii w Rozłazinie, dekanatu Lębork, diecezji pelplińskiej.

## Historia
Świątynia została wybudowana w 1845 roku przez protestantów na fundamentach istniejącego w tym miejscu kościoła, również protestanckiego. Do nowego obiektu przeniesiono część barokowego wyposażenia ze starego rozebranego kościoła. Do obecnych czasów zachowała się jedynie pochodząca z XVIII wieku drewniana chrzcielnica oraz dzwon na wieży kościelnej. 

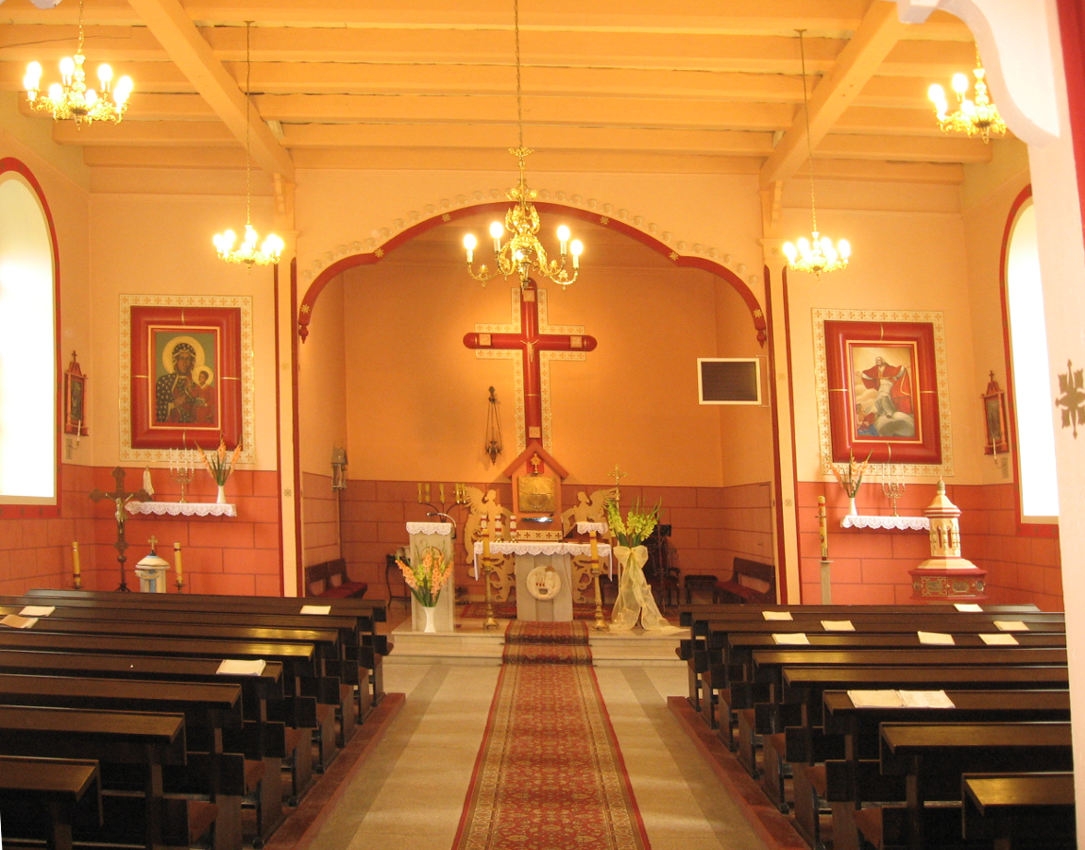
Wnętrze kościoła, stan współczesny

Na chrzcielnicy widnieje siedem scen biblijnych i herb fundatorów. Namalowane sceny przedstawiają: chrzest w Jordanie, potop, sąd ostateczny, Eliasz i kapłani Baala, brązowy wąż, Jezus i dzieci, ukrzyżowanie. Dzwon datowany jest na 1722 lub 1725 rok, pochodzi z pracowni Wittwercka (Beniamina lub Michaela). Widnieje na nim napis: SIT NOMEN DOMINI BENEDICTVM ANNO 1725.
Po I wojnie światowej miejscowość wraz z kościołem pozostała na terytorium niemieckim, w tzw. Republice Weimarskiej, około kilometr od ówczesnej granicy polsko-niemieckiej. W pobliskim Kętrzynie utworzono wówczas przejście graniczne dla celów religijnych, aby katolicy i protestanci mogli się udać do swoich kościołów parafialnych znajdujących się za granicą.
Po opuszczeniu przez ewangelików w 1945 roku Dzięcielca i okolicznych wsi kościół podupadł. Wyburzony został charakterystyczny dla świątyń protestanckich chór tworzący pierścień pod sufitem. Zniszczeniu uległy również organy. W 1949 roku kościół poddano renowacji i został poświęcony przez ks. Władysława Żywiskiego, proboszcza z Rozłazina, oraz otrzymał obecne wezwanie.
Począwszy od 1825 roku zaprzestano w protestanckim zborze w Dzięcielcu odprawiać liturgię po polsku. W nowym kościele nabożeństw w języku polskim nie odprawiano do końca II wojny światowej.

## Architektura
Budowla murowana z polnego kamienia narzutowego i cegły, z zewnątrz nieotynkowana. Styl budowli neoromański w typie 
salowym na planie prostokąta. Pierwotnie kościół nie posiadał wieży, dobudowano ją nieco później.
Budynek kościoła zgodnie z wcześniejszymi kanonami architektury sakralnej jest orientowany.